# Festiwal operowy w Glyndebourne

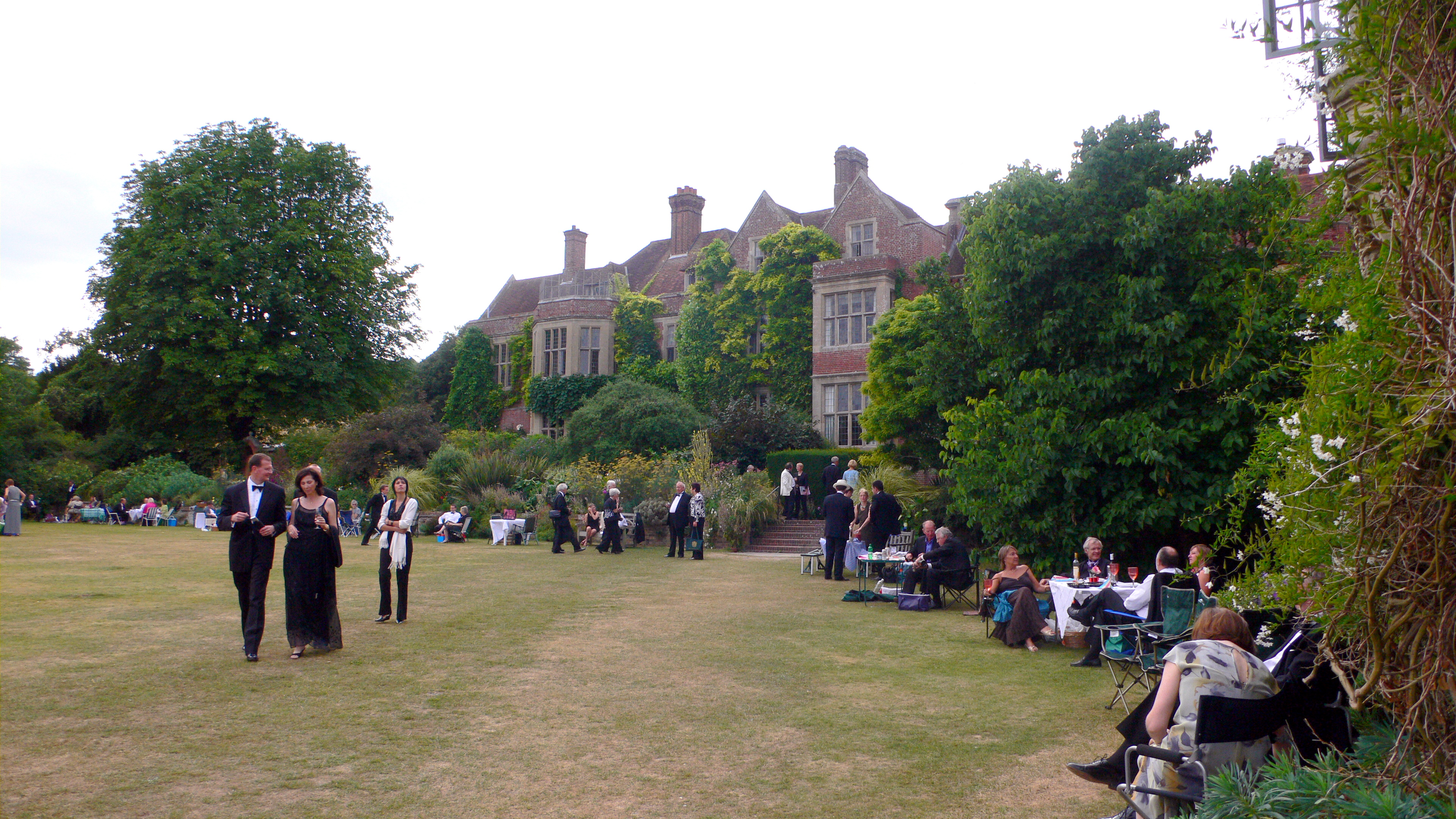
Glyndebourne House

Festiwal operowy w Glyndebourne – pierwsze tego rodzaju przedsięwzięcie powstałe z prywatnej inicjatywy, którego pomysłodawcą był kapitan John Christie, letni festiwal operowy odbywający się w Glyndebourne w hrabstwie Sussex w Anglii.

## Historia

### Początki
Pierwszy z festiwali w Glyndebourne odbył się w 1934. John Christie, angielski oficer i miłośnik opery, pierwotnie planował zbudowanie w swej posiadłości, jaką otrzymał po dziadku, niewielkiego teatru operowego, na około 150 miejsc, jednak za namową żony właściciela – sopranistki Audrey Mildmay, plany te uległy zmianie i na początku 1932 rozpoczęły się prace nad teatrem na 311 miejsc. Włodarzom Glyndebourne marzył się festiwal, który może być angielską odpowiedzią na Bayreuth i Salzburg. W przedsięwzięcie od samego początku zostali zaangażowani fachowcy, menedżerem został Rudolf Bing, później przez wiele lat dyrektor Metropolitan Opera w Nowym Jorku, pierwszymi kierownikami artystycznymi byli Carl Ebert i Fritz Busch, zaangażowano także wielu zdolnych muzyków. Ambicjami rodziny Christie było to, aby szczególną uwagę zwrócić na dzieła Wolfganga Amadeusa Mozarta. Do dyspozycji festiwalowych gości miały być tereny posiadłości oraz otaczającego ją parku, a publiczność po dotarciu do stacji dowożona na miejsce. Pierwszy festiwal rozpoczęła opera Wesele Figara.

### Wojna i wznowienie działalności
Do czasów II wojny światowej festiwal zyskiwał coraz większe międzynarodowe uznanie, jednak od 1940 musiał zawiesić swoją działalność. Kierujący nim Niemcy, mimo że powszechnie znani z antyhitlerowskich poglądów, musieli ze względu na pochodzenie opuścić Wielką Brytanię, co również utrudniło wznowienie działalności festiwalu po wojnie. Wszystkie te czynniki spowodowały, że festiwal był wymarzoną okazją do wystawienia Gwałtu na Lukrecji („The rape of Lucretia”). Benjamin Britten komponował swoją operę z myślą również o finansowej teatrów po wojnie, toteż tak kameralna scena była tu idealnie dopasowana i do tej koncepcji.

### Czasy współczesne

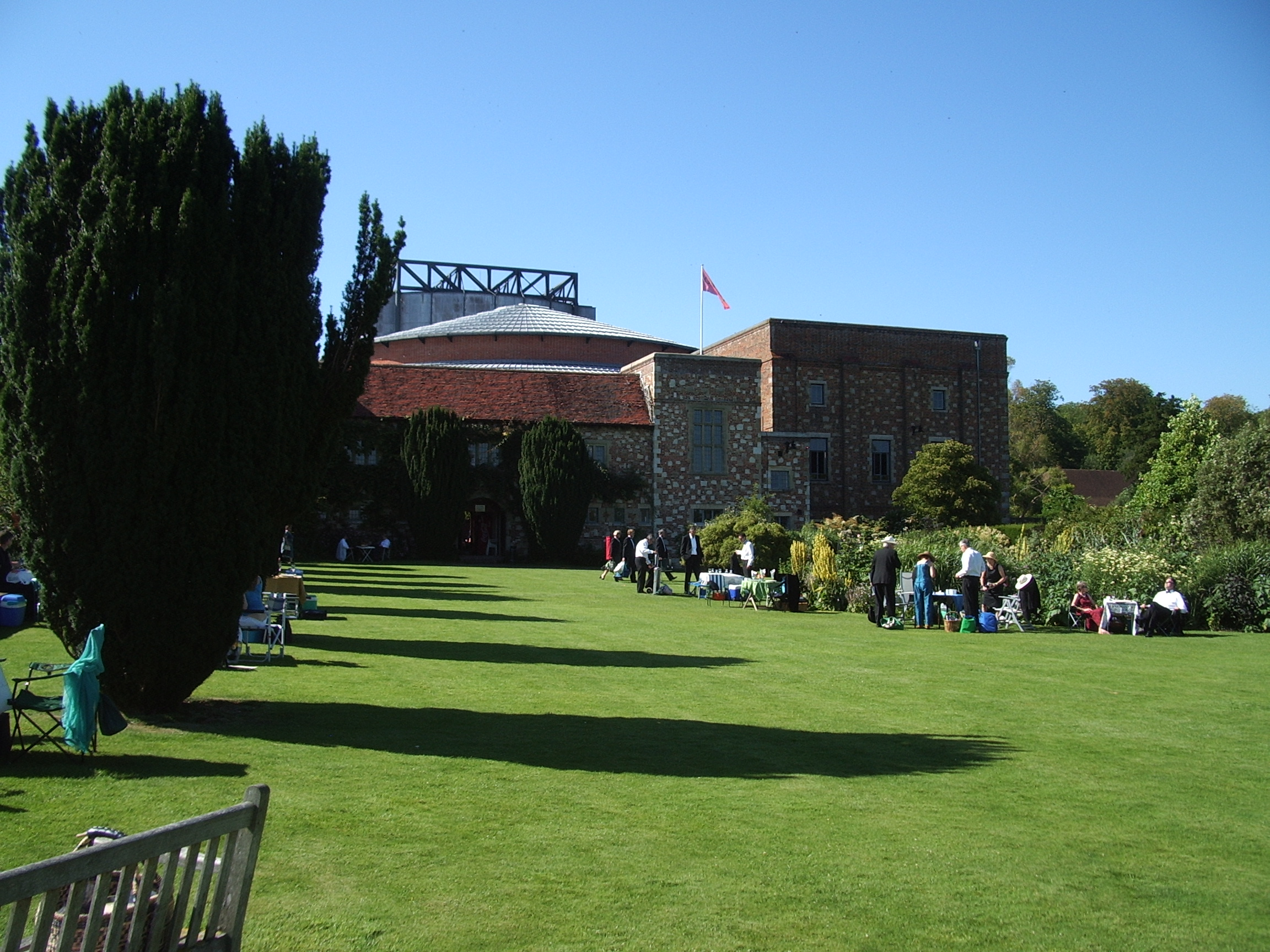
Nowa opera w Glyndebourne

Od czasów powojennych ranga festiwalu nadal wzrastała. Dziś festiwal w Glyndebourne należy do ścisłej czołówki światowych festiwali operowych, a od 1994 działa tu nowa, przebudowana opera. W 2009 festiwal gościł 90 tys. widzów. Repertuar obejmuje nie tylko dzieła Mozarta, ale też innych kompozytorów. Z festiwalem współpracuje London Philharmonic Orchestra. Festiwal jest znany z długich przerw w spektaklach, które publiczność może przeznaczyć na korzystanie z innych uroków Glyndebourne.

## Ludzie związani z festiwalem
Przez cały czas festiwalem kieruje rodzina Christie:
- 1934–1958: John Christie
- 1958–1999: George Christie
- od 2000: Gus Christie

### Dyrektorzy muzyczni
- Fritz Busch (1934–1951)
- Vittorio Gui (1952–1963)
- John Pritchard (1964–1977)
- Bernard Haitink (1978–1988)
- Andrew Davis (1989–2000)
- Władimir Jurowski (2001–2013)
- Robin Ticciati (od 2014)

### Polacy na festiwalu w Glyndebourne
Polscy śpiewacy zdobywając renomę na wielu scenach operowych mieli także okazje występować i na tym festiwalu. Wśród Polaków śpiewających w Glyndebourne byli: Maria Kinasiewicz, Teresa Żylis-Gara, Wiesław Ochman, Urszula Koszut, Teresa Kubiak, Krystyna Kujawińska, Bożena Betley, Leonard Mróz, Marek Torzewski, Elżbieta Szmytka, Wojciech Drabowicz, Daniel Borowski, Artur Stefanowicz, Mariusz Kwiecień, Andrzej Dobber, Anna Simińska, Agnieszka Zwierko, Magdalena Molendowska i Jerzy Butryn.